# A43-as autópálya (Németország)
Az A43-as autópálya (németül: Bundesautobahn 43) egy autópálya Németországban. Hossza 93 km.